# (73540) 2003 OZ20
(73540) 2003 OZ20 – planetoida z pasa głównego asteroid okrążająca Słońce w ciągu 3,71 lat w średniej odległości 2,4 j.a. Odkryta 23 lipca 2003 roku.